# Paul Alexandre Détrie
Paul Alexandre Détrie (Faverney, Alt Saona, 16 d'agost de 1828 – París, 5 de setembre de 1899) fou un general francès.

## Biografia
Va guanyar a la batalla de Cerro del Borrego, un dels enfrontaments més importants, al costat de la del Camarón, durant la Segona intervenció francesa a Mèxic, la qual va tenir lloc en època del Segon Imperi francès, i va acabar amb la campanya de l'any 1862.
Va participar en el 24t Regiment d'infanteria lleugera el 1847, i el 1853 va aconseguir el grau de sotstinent i va anar amb el seu regiment a Algèria. El 1855 va ascendir a tinent, durant la Campanya d'Itàlia.
El 1862 va marxar cap a Mèxic. Va ser nomenat capità el maig d'aquest mateix any, després de la batalla de Barranca Seca.